# Sutton, Essex
Sutton är en ort och civil parish i Storbritannien.   Den ligger i grevskapet Essex och riksdelen England, i den sydöstra delen av landet, 60 km öster om huvudstaden London. Sutton ligger 6 meter över havet och antalet invånare är 127.
Terrängen runt Sutton är platt. Havet är nära Sutton söderut.Runt Sutton är det tätbefolkat, med 819 invånare per kvadratkilometer. Närmaste större samhälle är Southend-on-Sea, 3,8 km söder om Sutton. Trakten runt Sutton består till största delen av jordbruksmark.